# Powłoka systemowa
Powłoka systemowa (ang. shell) – program komputerowy pełniący rolę pośrednika pomiędzy systemem operacyjnym lub aplikacjami a użytkownikiem, przyjmując jego polecenia i „wyprowadzając” wyniki działania programów. To pośrednictwo nie jest obowiązkowe (programy mogą być bardziej „samodzielne”).
Powłoki systemowe możemy podzielić na powłoki tekstowe i powłoki graficzne. Pierwszy ich rodzaj jest zwykle realizowany jako interpreter poleceń uruchamiany w trybie tekstowym i będący historycznie wcześniejszym rozwiązaniem. Powłoka tekstowa często sama zawiera podstawowe polecenia, gdy jednak wydane przez użytkownika polecenie nie jest wbudowane, uruchamiany jest program zewnętrzny. Po zalogowaniu użytkownik znajduje się w wierszu poleceń i może wydawać polecenia systemowi. Zachęca go do tego tzw. znak zachęty (command prompt) – zwykle jest to '>', '$' lub '#'. Natomiast powłoki graficzne mają zwykle postać menedżera plików kontrolowanego przy pomocy myszy i pozwalającego w łatwy sposób wykonywać najczęstsze operacje.

## Rodzaje powłok systemowych

### Powłoki tekstowe
- 4DOS/4OS2/4NT – (DOS, OS/2, Windows NT);
- bash – Bourne-Again Shell (UNIX);
- CL – (OS/400);
- cmd.exe – (OS/2, Windows od wersji Windows 2000);
- COMMAND.COM – interpreter poleceń systemu DOS;
- CCP – (CP/M);
- csh – The C Shell (UNIX);
- DCL – (VMS/OpenVMS);
- DDT – (ITS);
- fish – friendly interactive shell (UNIX);
- FreeCOM – (FreeDOS);
- iSeries QSHELL – (IBM OS/400);
- JCL – (OS/360, z/OS);
- ksh – Korn shell (UNIX);
- rc Shell – (Plan 9);
- sh – The Bourne shell (UNIX);
- tcsh – The TENEX C shell (UNIX);
- TSO – (MVS);
- Windows PowerShell – zaawansowany, niestandardowy interpreter poleceń (Windows od wersji Windows XP,UNIX);
- zsh – The Z shell (UNIX).

### Powłoki graficzne
- Aqua – powłoka systemu Mac OS X;
- Desktop – powłoka systemu GEM;
- Eksplorator – domyślna powłoka systemu Microsoft Windows;
- LeoShell – alternatywna powłoka dla systemu Windows;
- LiteStep – alternatywna powłoka systemu Windows;
- finder – powłoka systemu Mac OS;
- GNOME Shell – powłoka dla środowiska GNOME;
- Plasma – powłoka systemu będąca częścią środowiska graficznego KDE dostępna m.in. dla systemów operacyjnych: GNU/Linux, FreeBSD, Microsoft Windows, Mac OS X;
- Unity (powłoka systemowa) – alternatywna powłoka dla środowiska GNOME, tworzona przez Canonical Ltd.